# Baldinger Straße 34 (Nördlingen)

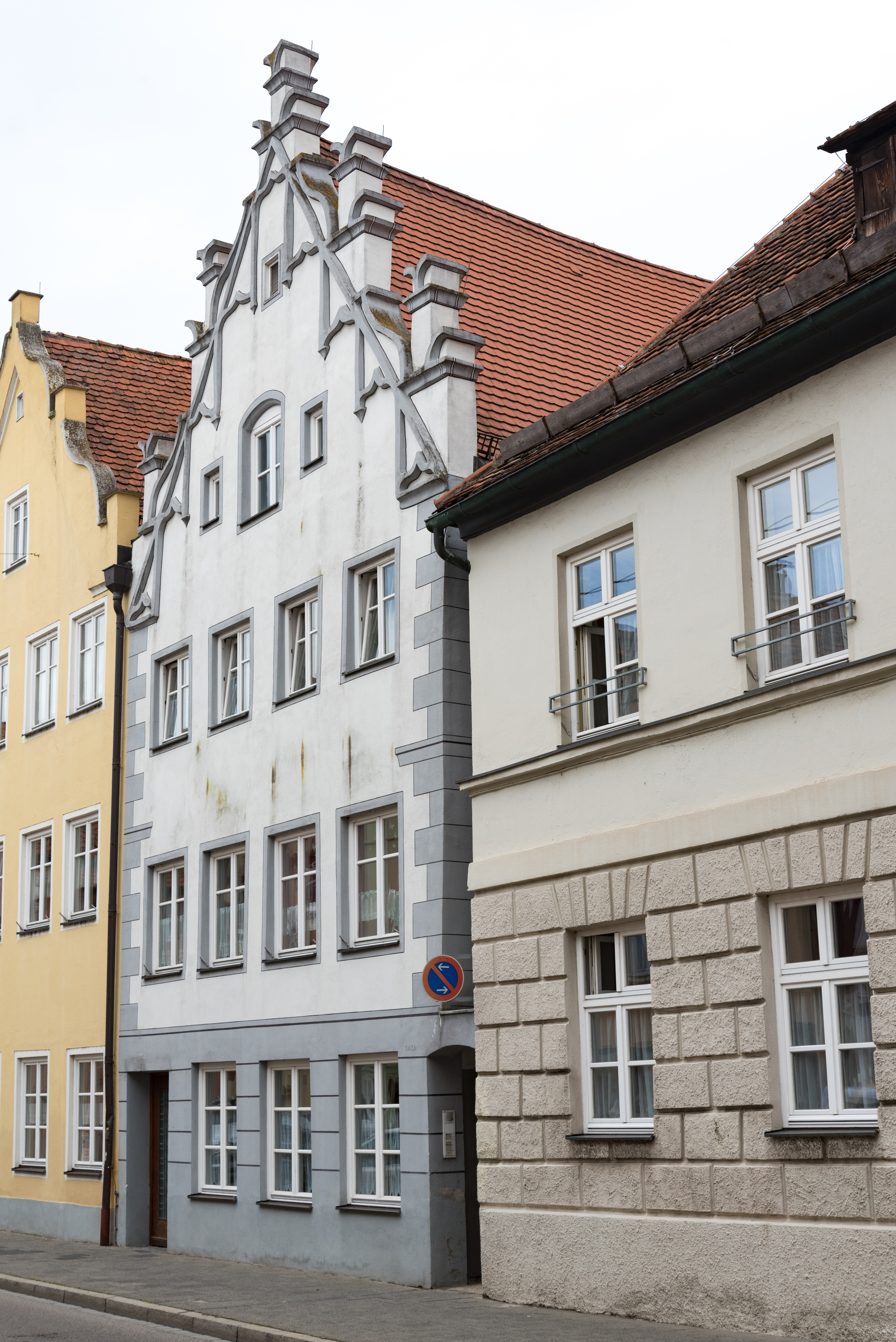
Gebäude Baldinger Straße 34 in Nördlingen

Das Gebäude Baldinger Straße 34 in Nördlingen, einer Stadt im schwäbischen Landkreis Donau-Ries in Bayern, wurde im Kern im letzten Viertel des 15. Jahrhunderts errichtet. Das Wohnhaus ist ein geschütztes Baudenkmal.
Der dreigeschossige Satteldachbau hat einen geschweiften Staffelgiebel und spätgotische Zierformen. Der  Ziergiebel stammt aus dem frühen 17. Jahrhundert.
Das Anwesen, das seit einiger Zeit dem Heilig-Geist-Spital gehört, besitzt eine der wenigen Steinfassaden der Stadt aus dieser Zeit. Die Fensterrahmungen sind eine barocke Veränderung. 
Nach dem Dreißigjährigen Krieg wurde der Bau hofseitig erweitert.